# La Chambre de la Stella
La Chambre de la Stella est un roman de Jean-Baptiste Harang publié le 1er février 2006 aux éditions Grasset et ayant obtenu le Prix du Livre Inter la même année.

## Éditions
- La Chambre de la Stella, éditions Grasset, 2006  (ISBN 2-246-58271-7).